# 桃山南口車站
桃山南口站（日语：／ Momoyama-minamiguchi eki */?）是一個位於京都府京都市伏見區桃山町丹後，屬於京阪電氣鐵道宇治線的鐵路車站。車站編號為KH72。

## 歷史
- 1913年（大正2年）6月1日 - 隨著京阪宇治線開通，本站同時以御陵前站的名稱開業。
- 1943年（昭和18年）10月1日 - 由於公司合併，成為京阪神急行電鐵的車站。
- 1945年（昭和20年）9月15日 - 防止輸送混亂，暫停使用。
- 1946年（昭和21年）2月15日 - 再度營業。
- 1949年（昭和24年）
  - 11月25日 - 改稱為桃山南口站。
  - 12月1日 - 由於公司分離，成為京阪電氣鐵道的車站。
- 1953年（昭和28年）9月25日 - 颱風13號侵襲，車站周邊淹水[1]。
- 1961年（昭和36年）9月16日 - 第二室戶颱風侵襲，車站周邊淹水。
- 1981年（昭和56年）3月30日 - 站房改建工程竣工，設置3台自動售票機[2]。
- 1982年（昭和57年）3月 - 月台設置點字導盲磚。
- 1992年（平成4年）3月 - 往宇治方向的站房改建[3]。
- 1994年（平成6年）10月 - 設置自動驗票機[4]。

## 車站構造
側式月台2面2線的地面車站。

### 月台配置
| 月台 | 路線   | 方向 | 目的地                              |
| ---- | ------ | ---- | ----------------------------------- |
| 1    | 宇治線 | 上行 | 往 中書島、淀屋橋、中之島線、出町柳 |
| 2    | 宇治線 | 下行 | 往 六地藏、宇治                     |

## 使用狀況
- 2009年11月10日的使用人次為6,018人[5]。
- 根據京都府統計書統計，2017年度的1日平均上車人次為約2,425人。

## 車站周邊
- 伏見桃山陵（明治天皇陵）
  - 伏見桃山東陵（昭憲皇太后陵）
- 京都桃山南口郵局
- 京都橘中学校・高等學校
- 京都市立桃山東小學校
- 京都府立桃山養護學校
- 洛陽第二幼稚園
- 第一精工
- 日蓮正宗・宣照寺
- 京都府道7号京都宇治線

## 相鄰車站
京阪電氣鐵道
 宇治線
觀月橋（KH71）－桃山南口（KH72）－六地藏（KH73）